# Réforme radicale
Pour les articles homonymes, voir Réforme.
La Réforme radicale est un mouvement réformateur composé de nombreux courants protestants hétérogènes qui se sont développés en marge de la Réforme protestante luthérienne et calviniste.
Malgré cette hétérogénéité, les réformateurs radicaux ont en commun de vouloir créer une Église professante c'est-à-dire reposant sur l'adhésion personnelle à la foi sans aucune contrainte venant de l'État. Cela les amène à privilégier le baptême des adultes, la réduction drastique du nombre des sacrements à deux (baptême et eucharistie), à contester la prééminence de la théologie savante et une vision de la foi chrétienne fondée sur l'inspiration directe par l'Esprit saint censé guider les croyants sans intervention d'une hiérarchie religieuse.
Il englobe des réformateurs tels que Menno Simons, Nicholas Storch, Andreas Bodenstein (Andreas Karlstadt), Kaspar Schwenckfeld, ainsi que des groupes comme les anabaptistes, les antitrinitaires (unitariens) et les spiritualistes (dont les membres sont parfois qualifiés de Schwärmer ou « enthousiastes »).

## Caractéristiques

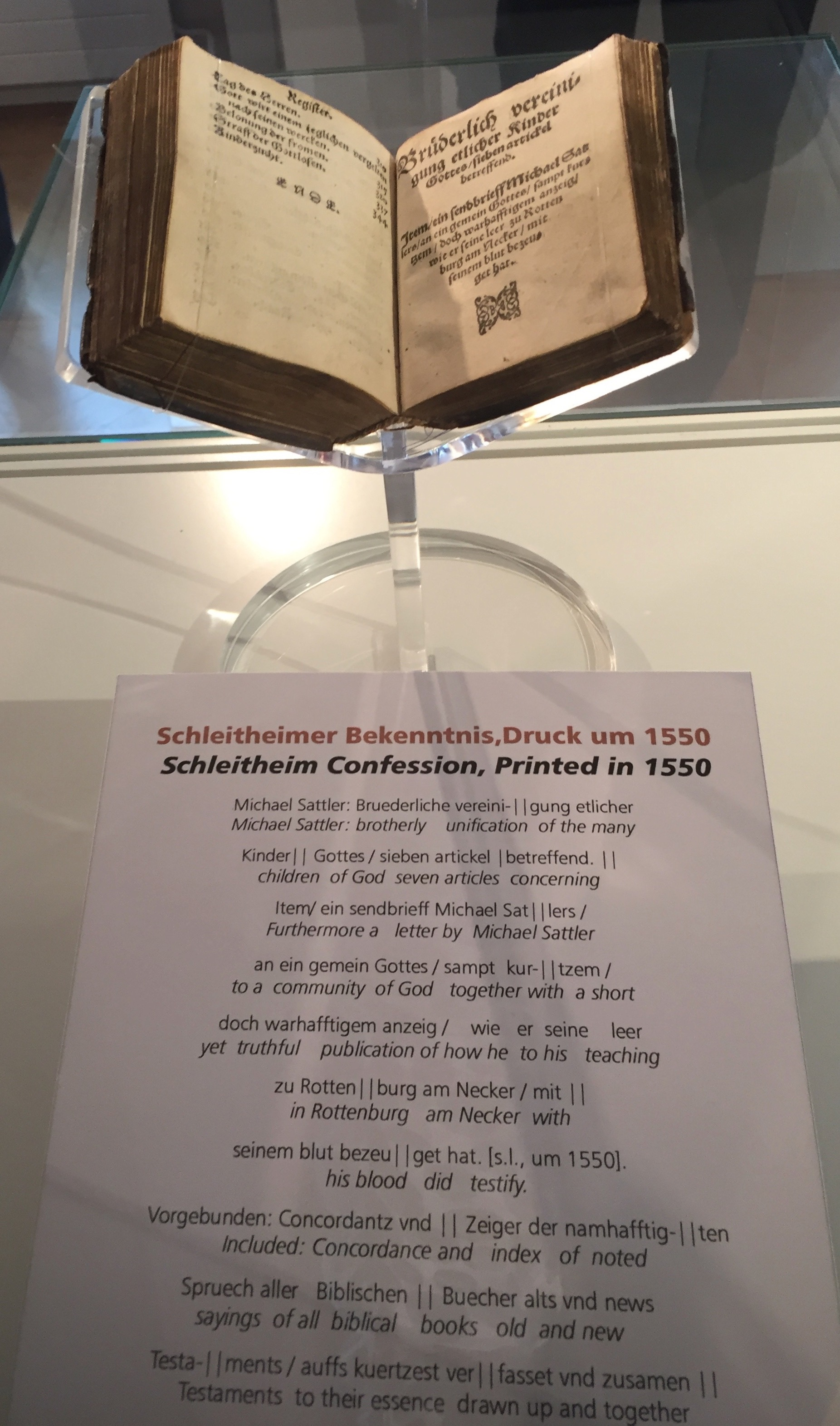
Confession de Schleitheim imprimée en 1550, exposée dans la salle anabaptiste du musée d’histoire locale de Schleitheim, Suisse.

Le concept de « réforme radicale » a été promu par le théologien américain George Huntston Williams. L'historien américain Roland Bainton (en) et le théologien allemand Heinold Fast (de) ont surnommé la réforme radicale « l'aile gauche de la Réforme ». Afin d'éviter toute connotation politique, l'historienne de l’Église Irene Dingel, de l'université de Mayence, utilise quant à elle le terme de « dissidence réformatrice ».

## Histoire
La plupart de ces mouvements radicaux ont émergé dans les premières années de la Réforme (1520-1530) et n'ont guère perduré. Représentée, pour la plupart du temps, par des penseurs solitaires ou des groupuscules limités, la Réforme radicale propose une remise en cause non seulement de la conception religieuse mais encore de la société du XVIe siècle.
Elle s'inscrit d'une certaine manière dans la continuité de la Réforme magistérielle, zwinglienne ou luthérienne. D'ailleurs, de nombreux radicaux furent d'abord des acteurs importants aux côtés des grands réformateurs (pour Martin Luther : Andreas Bodenstein (Andreas Karlstadt), Thomas Müntzer ; pour Ulrich Zwingli : Conrad Grebel, Felix Manz). Néanmoins, leurs réformes vont nettement beaucoup plus loin. Les principaux points sont :
- le baptême ne peut se faire que sur profession de foi résultant d’une démarche volontaire (baptême du croyant) [7].
- l'Église ne peut pas être contrôlée par les institutions politiques et ne peut pas être multitudiniste [7].

Selon la typologie de George Huntston Williams, on peut considérer que trois grandes tendances peuvent être distinguées parmi les groupuscules de la réforme ; les radicaux révolutionnaires, les anabaptistes pacifiques, les spiritualistes. Seul l’anabaptisme pacifique a réellement survécu aux diverses répressions orchestrées par les institutions tout au long du XVIe siècle.

### Courants révolutionnaires
Les courants révolutionnaires ont été liés aux actes iconoclastes et à la Guerre des paysans d'Andreas Bodenstein (Andreas Karlstadt) et de Thomas Müntzer, ces courants se manifestent essentiellement en Allemagne (révolte de Münster notamment).

### Anabaptisme pacifique
L'anabaptisme pacifique a son origine le 21 janvier 1525, où Conrad Grebel a réuni un groupe de croyants opposés aux baptême des enfants à la maison de Felix Manz à Zollikon en Suisse, et a exercé le premier baptême du croyant. Puis, il se développe dans le Tyrol avec les huttérites. La Confession de Schleitheim, publiée en 1527 par les frères Suisses, un groupe d’anabaptistes dont Michael Sattler fait partie, à Schleitheim, est une publication qui a répandu la doctrine du baptême du croyant et de l’Église de professants ,. L’adhésion à la doctrine de l’Église de professants est une caractéristique particulière d’une église évangélique au sens strict,. En 1539, aux Pays-Bas, Menno Simons publie Fondation de la doctrine chrétienne, un livre théologique sur les croyances et pratiques anabaptistes. Cette publication et d'autres ont contribué à la formation du mennonisme, dont certaines doctrines inspireront plus tard aussi le christianisme évangélique.

### Spiritualistes
Les spiritualistes ont été influencés à la fois par le mysticisme médiéval et par l'humanisme. Ce sont souvent des penseurs isolés qui ne constituent pas de mouvement autour d'eux. Pour eux, les formes extérieures de la religion sont secondaires voire nuisible et la foi est une réalité individuelle déclenchée par l'action de l'Esprit saint. Un mouvement spiritualiste généralement hétérodoxe est également apparu en Russie, appelé le christianisme spirituel.